# CGS-15943
CGS-15943 هو عقارٌ يعمل مُناهضًا انتقائيًا فعَّالًا وبشكلٍ معقول لمستقبلات الأدينوسين A1 وA2 A. لقد كان هذا المركب من أوائل مناهضات مستقبلات الأدينوسين التي اُكتُشِفت وهو ليس مشتقًا من الزانثين، بل يُعتبَر تريازولوكينازولين (بالإنجليزية: Triazoloquinazoline)‏. وبالتالي، فإن هذا المركب يتمتع بميزة على معظم مشتقات الزانثين لأنه ليس مثبطًا لفوسفوديستراز، وأيضًا لخصائصه الدوائية المحددة. يُنتِج هذا المركب تأثيرات مشابهة للكافيين، ولكنه أكثر فاعلية منه، وذلك وفقًا لدراساتٍ أجريت على الحيوانات.